# نيلو (ممثلة)
نيلو هي ممثلة باكستانية (وحملت سابقاً جنسية الراج البريطاني)، ولدت في 30 يونيو 1940 في باكستان. من الجوائز التي نالتها جائزة نگار ‏.

## جوائز
- جائزة نگار [الإنجليزية]‏

## وصلات خارجية
- نيلو على موقع IMDb (الإنجليزية)